# Liste der Bodendenkmale in Denkte
In der Liste der Bodendenkmale in Denkte sind die Bodendenkmale der niedersächsischen Gemeinde Denkte aufgeführt. Die Quelle ist der Denkmalatlas Niedersachsen.
- Diese Liste erhebt keinen Anspruch auf Vollständigkeit.
- Die Angaben ersetzen nicht die rechtsverbindliche Auskunft der zuständigen Denkmalschutzbehörde.
- Es sind nur Daten aus dem Denkmalatlas verarbeitet.
- Der Stand der Liste ist der 8. Juni 2025.

Denkte im Landkreis Wolfenbüttel

## Allgemein
In den Spalten finden sich folgende Informationen des Bodendenkmales:
| Lage         | geographische Koordinaten                                                           |
| Bezeichnung  | Bezeichnung lt. Denkmalatlas                                                        |
| Beschreibung | Beschreibung lt. Denkmalatlas                                                       |
| ID           | Objekt-ID                                                                           |
| Bild         | Bild, ggf. zusätzlich mit Link zu weiteren Fotos im Medienarchiv Wikimedia Commons. |

## Groß Denkte
| Lage                        | Bezeichnung                | Beschreibung | ID       | Bild |
| --------------------------- | -------------------------- | --- | -------- | ---- |
| 52° 8′ 31″ N, 10° 37′ 46″ O | Groß Denkte 28, Rockesberg | Etwa viereckige Anlage. Vorhanden je ein Abschnittsgraben im NW gegen Gr. Denkte und im SO gegen die Asseburg. Der Graben im NW ist noch auf 14 m L. erhalten. Im SW ist er durch einen Steinbruch gestört. Seine Br. beträgt 7,5 m. Nach außen hin zeigt er eine T. von 0,5 m. Von innen fällt die Grabenböschung 1 m tief zur Sohle. Der südöstl. Abschnittsgraben hat eine Br. von ca. 8 m, wird aber im Hang zunehmend breiter (ca. 12 bis 13 m). Auf dem Bergkamm ist die Außenböschung des Grabens 1 m hoch, die Innenböschung fällt ca. 3 m in die Grabensohle ab. Hinter dem Graben zeichnet sich ein flacher ca. 0,2 m hoher Wall ab. Wall und Abschnittsgraben haben etwa eine L. von 30 m. Am Wallende setzt fast rechtwinklig eine künstliche Böschungskante an, die nach ca. 45 m im NW ausläuft bzw. dann nicht mehr erkennbar ist. An der steilen NO-Flanke sind keine Befestigungsreste vorhanden. Im Inneren der Anlage sind keine Bauspuren mehr vorhanden. | 28972774 | BW   |